# Seniors Tour Championship
Het Senior Tour Kampioenschap (Seniors Tour Championship) was het laatste toernooi van het seizoen van de Europese Senior Tour. Het werd steeds in een ander land gespeeld. 
De eerste editie vond plaats in 2000. De eerste editie werd gewonnen door Denis O'Sullivan die een laatste ronde van 65 binnen bracht. Hij kwam daarmee aan de leiding van de Order of Merit, een plaats die al vier jaar bezet was door Tommy Horton. In 2008 werd het prijzengeld € 400,000 waarvan €64,433 naar de winnaar ging.
Het toernooi werd steeds in verschillende landen gespeeld. Het bestaat uit drie rondes van 18 holes. Bij de Senior Tour krijgen de top 30 van de Order of Merit een categorie 3-spelerskaart voor het volgende seizoen. Dit toernooi was de laatste kans om die kaart te bemachtigen of veilig te stellen.
Het Tour Championship wordt sinds 2010 gespeeld op Mauritius onder de naam MCB Tour Championship.

## Winnaars
| Jaar                                                      | Baan                                         | Winnaar                                      | Score                                        | Score                                        | Prijzengeld                                  |
| Abu Dhabi European Seniors Tour Championship              | Abu Dhabi European Seniors Tour Championship | Abu Dhabi European Seniors Tour Championship | Abu Dhabi European Seniors Tour Championship | Abu Dhabi European Seniors Tour Championship | Abu Dhabi European Seniors Tour Championship |
| --------------------------------------------------------- | -------------------------------------------- | -------------------------------------------- | -------------------------------------------- | -------------------------------------------- | -------------------------------------------- |
| 2000                                                      | Abu Dhabi Golf Club, Abu Dhabi               | Denis O'Sullivan                             | 202                                          | -14                                          | € 357,143                                    |
| European Seniors Tour Championship                        |                                              |                                              |                                              |                                              |                                              |
| 2001                                                      | PGA Golf de Catalunya, Spanje                | Jerry Bruner                                 | 210                                          | -6                                           | € 361,876                                    |
| Estoril Seniors Tour Championship                         |                                              |                                              |                                              |                                              |                                              |
| 2002                                                      | Quinta da Marinha, Portugal                  | Denis Durnian po                             | 208                                          | -5                                           | € 240,050                                    |
| 2003                                                      | Quinta da Marinha, Portugal                  | Carl Mason                                   | 202                                          | -11                                          | € 240,000                                    |
| 2004                                                      | Quinta da Marinha, Portugal                  | John Chillas                                 | 207                                          | -6                                           | € 240,000                                    |
| Arcapita Seniors Tour Championship                        |                                              |                                              |                                              |                                              |                                              |
| 2005                                                      | Riffa Golf Club, Bahrain                     | Des Smyth                                    | 206                                          | -10                                          | € 380,437                                    |
| 2006                                                      | Riffa Golf Club, Bahrain                     | Gordon J. Brand po                           | 211                                          | -5                                           | € 393,546                                    |
| The Kingdom of Bahrain Trophy - Seniors Tour Championship |                                              |                                              |                                              |                                              |                                              |
| 2007                                                      | Buckinghamshire Golf Club, Engeland          | Costantino Rocca                             | 206                                          | -10                                          | € 345,281                                    |
| OKI Castellón Open España - Senior Tour Championship      |                                              |                                              |                                              |                                              |                                              |
| 2008                                                      | Club de Campo del Mediterráneo, Spanje       | Sam Torrance                                 | 203                                          | -13                                          | € 400,000                                    |
| OKI Castellón Senior Tour Championship                    |                                              |                                              |                                              |                                              |                                              |
| 2009                                                      | Club de Campo del Mediterráneo, Spanje       | Mike Harwood                                 | 203                                          | -13                                          | € 400,000                                    |
| 2010                                                      | Club de Campo del Mediterráneo, Spanje       | Mike Cunning                                 | 202                                          | -14                                          | € 400,000                                    |

## Play-off
Denis Durnian won in 2002 na een play-off tegen de Ier Eamonn Darcy.

Gordon Brand won in 2006 na een play-off tegen de Argentijn Adan Sowa.

## Champions Tour
Bij de Amerikaanse Champions Tour heet het laatste toernooi de Charles Schwab Cup Championship.